# 411-й окремий полк безпілотних авіаційних комплексів (Україна)
411 окремий полк безпілотних систем  «Яструби» (411 оп БпС) — формування безпілотних систем у складі Збройних сил України.

## Історія
У 2022 році був сформований окремий батальйон безпілотних авіаційних комплексів у складі Сил ТрО. Одразу після створення батальйону основні підрозділи 411 ОБ БпАК «Яструби» були залучені до виконання завдань на території Донецької, Херсонської, Харківської та Запорізької областей. Найбільш складними напрямками були Бахмут, Соледар, Часів Яр, Ямпіль, Роботине, лівобережжя Херсону.
14 травня 2024 мер Києва Віталій Кличко передав батальйону техніку, яку закупили за кошти столиці. Зокрема, 33 пікапи, 12 систем РЕБ, 50 антен для роботи БПЛА.
В грудні 2024 року на базі батальйону було сформовано 411-й полк БпАК.

## Озброєння
- Лелека-100[1]
- FLIRT CETUS[1]
- RQ-35 Heidrun[1]
- «Вампір»[1]
- «Сич»[1]
- Avenger[1]
- Darts[1]

## Командування
- (2024) підполковник Андрій Сухін «Атлас»[1][2][5]

## Втрати
- 5 травня 2024 — Драгнєв Євген «Кент», старший солдат, пілот БПЛА 1-ї роти. 29 років, м. Запоріжжя. Загинув поблизу міста Костянтинівка Донецької області.[6]
- 3 липня 2024 — Тєлєбєнєв Артем («Таліб»). 37 років, м. Павлоград. Молодший сержант. Загинув біля Роботиного [7].